# سیارک ۹۷۵۶
سیارک ۹۷۵۶ (به انگلیسی: 9756 Ezaki، نامگذاری:1991CC3) نه هزار و هفتصد و پنجاه و ششمین سیارک کشف شده‌است که در ۱۲ فوریه ۱۹۹۱ کشف شد.
قدر مطلق سیارک برابر ۲۴.۵ است.